# Helmut Giegler
Helmut Giegler (* 28. Juli 1947 in Fürth; † 10. Juni 2017 in Hamburg) war ein deutscher Soziologe, Hochschullehrer und empirischer Sozialforscher. Seine Forschungs- und Interessenschwerpunkte lagen in den Bereichen der Methodologie der computergestützten empirischen Sozialforschung, der Soziologie der Lebensstile, der Freizeit und der Massenmedien, der Sozialstrukturanalyse und der politischen Soziologie.

## Leben und Wirken
Giegler hat an der Universität Hamburg Soziologie, Philosophie und Psychologie studiert und wurde dort 1978 (nach anderer Quelle: 1980) zum Dr. phil. promoviert. Von 1980 bis 1985 war er wissenschaftlicher Assistent am Institut für Soziologie der Justus-Liebig-Universität Gießen; 1986 wurde er dort habilitiert. Nach kurzen Lehrtätigkeiten an der Universität Bremen (1987–1988, 1989–1991) und der Universität Hamburg (1988–1989) hatte er von 1991 bis 1994 eine Professur für Methoden der Empirischen Sozialforschung an der Friedrich-Alexander-Universität Erlangen-Nürnberg inne. Zum 1. August 1994 wurde er an den Lehrstuhl für Soziologie und empirische Sozialwissenschaft der Universität Augsburg berufen. Seit April 2010 befand Giegler sich im Ruhestand und lebte wieder in Hamburg. Er starb im Juni 2017 im Alter von 69 Jahren.

## Veröffentlichungen (Auswahl)
- Dimensionen und Determinanten der Freizeit. Eine Bestandsaufnahme der Sozialwissenschaftlichen Freizeitforschung. Westdeutscher Verlag, Opladen 1982, ISBN 3-531-11564-2 (eingeschränkte Vorschau in der Google-Buchsuche).
- LISREL. Kritisch gesehen aus soziologischer und politologischer Anwenderperspektive. Justus-Liebig-Universität, Gießen 1984.
- EDV für Sozialwissenschaftler. Einführung in den Umgang mit SPSS. VS Verlag für Sozialwissenschaften, 1987.
- mit Klaus Merten und Friederike Uhr: Grundlegende Ansätze und Methoden der Medienwirkungsforschung. Bundesinstitut für Bevölkerungsforschung, 1992.
- mit Klaus Merten: Kontakt per Annonce. Empirische Analyse von Inserenten, Anzeigen und Respondenten. Westdeutscher Verlag, Wiesbaden 1995, ISBN 3-531-12611-3.[4]